# Painters Cove
Die Painters Cove (englisch, polnisch Zatoka Malarzy ‚Malerbucht‘) ist eine Bucht an der Südküste von King George Island in den Südlichen Shetlandinseln.  Sie liegt zwischen dem Martins Head und dem Malczewski Point als Nebenbucht der Legru Bay.
Polnische Wissenschaftler benannten sie 1980 zu Ehren der polnischen Maler Jacek Malczewski (1854–1929) und Jan Matejko (1838–1893).